# Maarten Heisen
Maarten Theodorus Heisen (Woerden, 11 februari 1984) is een Nederlandse sprinter, die zich met name heeft toegelegd op de korte sprintnummers, te weten de 60 en 100 m. In maart 2008 nam hij voor het eerst deel aan een groot seniorentoernooi, de wereldindoorkampioenschappen in Valencia. Datzelfde jaar werd hij als lid van het Nederlandse 4 x 100 m estafetteteam uitgezonden naar de Olympische Spelen.

## Biografie

### Begin
Heisen doet al vanaf 1993 aan atletiek; hij was er dus vroeg bij. Overigens stonden zijn eerste atletiekjaren vooral in het teken van plezier maken. Wel kwam zijn aanleg voor het sprinten al snel aan het licht en ook verspringen ging hem goed af, al moest hij als klein mannetje lange tijd opboksen tegen forsere leeftijdgenoten.

### Eerste eremetaal
Vanaf zijn zestiende werd het allemaal wat serieuzer en verhoogde hij het aantal trainingen, waarna hij als tweedejaars B-junior zijn eerste eremetaal vergaarde op nationale kampioenschappen: zilver op de 60 m indoor en brons op de 100 m outdoor. Dat was in 2001. Voor het jaar erna stond een 100 metertijd onder de 11 seconden op het wensenlijstje van Maarten Heisen. Dat lukte. Via een eerste 10,99 s kwam hij al in zijn tweede wedstrijd van het jaar uit op 10,82. Maar de limiet voor de wereldkampioenschappen voor junioren in Jamaica (10,74) bleef onbereikbaar..., totdat hij er, vijf dagen na het verstrijken van de kwalificatieperiode, 10,70 uitperste. Te laat voor deelname aan het WJK.
In zijn laatste jaar als junior was Heisen er op de Europese jeugdkampioenschappen van 2003 echter wel bij. Hij kwam in het Finse Tampere in actie op de 100 m en de 4 x 100 m estafette. Op het individuele sprintnummer haalde hij de halve finale, waarin hij met 10,80 strandde. Op de 4 x 100 m kwam het Nederlandse team met 40,65 in de finale. Hierin ging het echter mis bij de wissel tussen Maarten Heisen en Michael Mathew, waardoor de strijd vroegtijdig moest worden gestaakt. Een leerzame ervaring, dat wel.

### Gewenningsjaar
Zijn eerste jaar bij de senioren was voor Maarten Heisen vooral een gewenningsjaar. Hij behaalde op nationale kampioenschappen weliswaar finaleplaatsen, maar moest nogal wat snelle mannen voor zich dulden, al stak hij als lid van de olympische estafette selectie ook veel van hen op. In 2005 kwam hij door een blessure pas laat op gang. Wel pakte hij zijn eerste seniorenmedailles (zilver op de 60 m indoor en brons op de 100 m), maar hij greep naast deelname aan de Europese kampioenschappen voor atleten onder 23 jaar. Toch deed hij enige internationale ervaring op in enkele topwedstrijden in het internationale circuit in Helsinki en Stockholm. Zijn persoonlijk beste 100 metertijd was eind 2005 inmiddels aangescherpt tot 10,52.

### WK Indoor
In 2006 bleef het bij brons op de 60 m tijdens de NK Indoor in Gent. En ook in 2007 gebeurde er weinig opzienbarends, al verbeterde Heisen zijn PR op de 100 m wel tot 10,49. Des te opmerkelijker was zijn start in 2008. Want reeds op 19 januari wist de atleet van de Woerdense atletiekvereniging AV Clytoneus zich bij internationale wedstrijden in Luxemburg met een PR-prestatie van 6,66 op de 60 m te kwalificeren voor de aanstaande wereldindoorkampioenschappen in Valencia. Een geweldige opsteker voor Heisen, die in eigen land tot nu toe meestal zijn meerderen moet erkennen in Guus Hoogmoed en Caimin Douglas, zoals ook weer bleek tijdens de NK indoor van 2008. Deelname aan de WK indoor konden zij hem evenwel niet afpakken.
Dat die 6,66 van januari geen plotselinge opleving was, bewees Heisen vervolgens in Valencia. Tussen al het mondiale sprintgeweld hield de coming man uit Woerden zich kranig staande. In zijn serie kwam hij als derde in 6,77 aan de meet, waarna hij als vijfde tijdsnelste door mocht naar de halve finale. Hierin kwam hij met 6,71 aardig in de buurt van zijn snelste tijd ooit, al haalde hij er de finale niet mee. Maar met een zestiende tijd kon Maarten Heisen zeker terugzien op een geslaagd debuut in de internationale atletiekarena.

### Deelname aan OS
Heisen ging aan het begin van het buitenseizoen van 2008 direct voortvarend van start. Bij wedstrijden in Bremen liet hij op 24 mei op de 100 m zelfs al 10,26 noteren. Helaas had hij met +2,3 m/sec. net iets te veel wind in de rug, anders had hij zijn persoonlijk record sensationeel verbeterd. Nu moest hij zich tevreden stellen met een p.r. van 10,48, een tijd die hij in de series met reguliere wind had gelopen. Bij de wedstrijden om de Gouden Spike, drie weken later in Leiden, was hij met 10,39 opnieuw snel, maar weer was de wind (+4,0 m/sec.) spelbreker. Bij de Nederlandse kampioenschappen in Amsterdam op 6 juli bleef Heisen vervolgens met een vierde plaats in 10,73 net buiten het podium.
Ondanks zijn snelle tijden aan het begin van het seizoen werd het Heisen al snel duidelijk dat, wilde hij enige kans maken op deelname aan de Olympische Spelen in Peking, hij zich zou moeten concentreren op het verwerven van een vaste plaats in de nationale 4 x 100 meter estafetteploeg. Dus toen in juni en juli diverse kwalificatiepogingen werden ondernomen, was hij er vanaf het begin steeds bij. Slechts bij de Europacup landenwedstrijden in Leiria op 21 juni moest hij vanwege een lichte liesblessure verstek laten gaan. Maar op de momenten dat het estafetteteam zijn beste prestaties neerzette, was hij als startloper steeds van de partij. Zo liep de oranje-equipe op 6 juni een tijd van 39,03 in Turijn en 16 juli 38,92 in Luzern. Het resulteerde in een zeventiende plaats op de wereldranglijst, onvoldoende voor kwalificatie, aangezien alleen de eerste zestien landen van het IOC een uitnodiging voor Peking konden tegemoetzien. Het geluk lachte de Nederlandse equipe echter nu eens toe. Omdat Australië het mannen 4 x 100 m estafetteteam bleek te hebben teruggetrokken (naar verluidt kon men daar geen representatief team samenstellen), werd Nederland als zeventiende alsnog voor de Spelen uitgenodigd. De vier basislopers van het team, Maarten Heisen, Guus Hoogmoed, Patrick van Luijk en Caimin Douglas in die volgorde, konden zich dus alsnog gaan opmaken voor deelname aan de olympische 4 x 100 m estafette in het Vogelnest, het meest prestigieuze toernooi op deze aardbol.

### Winst en tegenslag in Peking
De ploeg vertrok naar Peking met als doel het Nederlands record te verbeteren, dat sinds 30 augustus 2003 op 38,63 stond, gelopen door het team dat op de WK in Parijs de bronzen medaille veroverde. Zover kwam het niet. De Nederlandse equipe moest in zijn serie aantreden tegen de Verenigde Staten, Trinidad en Tobago, Japan en Polen. De Nederlanders overleefden deze slag, omdat vier teams, waaronder dat van de Verenigde Staten, hun race verknoeiden door foute wissels. Het Nederlandse viertal kwam met 38,87, de snelste tijd van het jaar, als derde binnen.
Een dag later kwam in de finale, waarin Jamaica met een nieuw wereldrecord van 37,10 uit de bus kwam, aan alle euforie echter een eind. Nu was het de beurt aan Nederland om de wissel te verknallen; die tussen Guus Hoogmoed en Patrick van Luijk mislukte. Terwijl er volgens de atleten toch niets was veranderd in de strategie. De tapes waren op dezelfde plek aangebracht als in de serie. Wel was het stadion erg luidruchtig, omdat er ook een Chinees team van start ging. Maarten Heisen: 'Ik denk dat de wissel van mij op Guus iets beter was dan gisteren.' Maar daarna ging het fout. Na afloop aarzelde Van Luijk niet om de schuld op zich te nemen. In de halve finale was hij wat te langzaam weggegaan, nu ging hij te vroeg. De andere Nederlanders toonden begrip. Zij beseften dat waar op het scherp van de snede moet worden gewisseld, een fout al gauw fatale gevolgen heeft. Gezien de voorgeschiedenis van het team was het halen van de finale op zichzelf echter al boven verwachting.

### Blessures
De volgende twee jaren stonden vrijwel geheel in het teken van lichamelijk ongemak. Eerst verdraaide Heisen begin 2009 een knie waarbij, naar later bleek, een scheurtje in een knieband was ontstaan. Vervolgens kreeg hij als reactie hierop spierklachten in een bovenbeen en tot overmaat van ramp liep hij tijdens het zomerseizoen een scheurtje op in een hamstring.
Nauwelijks weer op gang gekomen in het winterseizoen van 2009/2010 met een goede 6,83 op de 60 m, scheurde hij medio januari 2010 tijdens een wedstrijd in Luxemburg een achillespees, waaraan hij vervolgens binnen enkele dagen werd geopereerd. En hoewel die operatie goed verliep, was al direct duidelijk dat ook het jaar 2010 als verloren moest worden beschouwd.

### Intercedent
Een geluk bij een ongeluk was dat Maarten Heisen juist in de periode dat hij zijn achillespees scheurde, in onderhandeling was voor een functie als intercedent bij Randstad, waarin hij werk en training zou kunnen combineren. Ondanks de nieuwe tegenslag werd hij aangenomen, waarna hij sinds mei 2010 op parttime basis werkzaam was op de Randstad-vestiging in Veenendaal. Sinds 1 januari 2011 vervult hij dezelfde functie in Ede. Hier is hij verantwoordelijk voor de industriële en logistieke bedrijven.

## Persoonlijke records
Outdoor
| Onderdeel | Prestatie | Datum        | Plaats  |
| --------- | --------- | ------------ | ------- |
| 100 m     | 10,48 s   | 24 mei 2008  | Bremen  |
| 200 m     | 21,36 s   | 24 juli 2004 | Utrecht |

Indoor
| Onderdeel | Prestatie | Datum           | Plaats    |
| --------- | --------- | --------------- | --------- |
| 60 m      | 6,66 s    | 19 januari 2008 | Luxemburg |

## Palmares

### 60 m
- 2003: 5e NK indoor
- 2003: 11e EJK
- 2004: 8e Europese Indoorcup in Leipzig - 6,83 s
- 2005:  NK indoor - 6,84 s
- 2006:  NK indoor - 6,83 s
- 2008: halve fin. WK indoor - 6,71 s
- 2008:  NK indoor - 6,77 s
- 2009: 5e NK indoor - 6,88 s
- 2012: 8e NK indoor - 7,28 s
- 2013:  NK indoor - 6,93 s

### 100 m
- 2003: halve fin. EJK - 10,80 s
- 2003: 5e NK - 10,68 s
- 2005:  NK - 10,52 s
- 2005: 4e Asics Gouden Spike - 10,46 s
- 2007: 4e NK - 10,70 s
- 2008: 4e NK - 10,73 s
- 2009:  Flynth recordwedstrijden, Hoorn - 10,60 s
- 2009: 7e NK - 10,84 s

### 4 x 100 m
- 2003: DNF EJK (in serie 40,65 s)
- 2008: DQ OS